# William H. Macy
William Hall Macy jr. (Miami, Florida, 13 maart 1950) is een Amerikaans televisie-, film- en theateracteur en -regisseur. Hij brak door met zijn hoofdrol in de film Fargo (1996) van Joel en Ethan Coen en speelde onder meer dr. David Morgenstern in de televisieserie ER. 
Macy's vader (eveneens William Hall Macy genaamd) was in de Tweede Wereldoorlog piloot van een B-17-bommenwerper. Na de oorlog werkte hij onder andere in de bouw en bij Dun & Bradstreet, voor hij een verzekeringsbedrijf overnam. Zijn moeder Lois was oorlogsweduwe sinds 1943 en hertrouwd met Macy sr. Zij had al een kind uit haar eerdere huwelijk, Fred Merrill.
William Macy studeerde enige tijd diergeneeskunde, maar raakte tijdens zijn studie aan Goddard College in de ban van het theater. Hij kwam daar ook voor het eerst in contact met toneelschrijver David Mamet, met wie hij na zijn studie in 1971 een theatergezelschap begon in Chicago.
In 1980 vertrok Macy naar New York, nadat hij enige tijd in Los Angeles had gewerkt. Hij speelde in die periode in meer dan vijftig Broadway- en off-Broadway-stukken. Zijn eerste camerarol kreeg hij in 1984 met een bijrol in The Boy Who Loved Trolls. Voor zijn rol in Fargo werd hij genomineerd voor een Oscar, waarna hij een veelgevraagd filmacteur werd. Voor zijn televisiewerk in Door to Door en ER won hij diverse Emmy Awards.
Macy trouwde in 1997 met actrice Felicity Huffman en zij hebben twee dochters. Zij wonen in Los Angeles.
In 2012 kregen Macy en zijn vrouw op dezelfde dag allebei een ster op de Hollywood Walk of Fame. Zo'n dubbelceremonie voor een echtpaar was pas één keer eerder voorgekomen.

## Filmografie
- The Awakening Land (1978) – Will Beagle
- Somewhere in Time (1980) – criticus
- Without a Trace (1983) – verslaggever
- The Boy Who Loved Trolls (1984) – Socrates
- The Last Dragon (1985) – J.J.
- House of Games (1987) – Sgt. Morgan
- The Murder of Mary Phagan (1988) – Randy
- Things Change (1988) – Billy Drake
- The Heart of Justice (1992) (televisiefilm) – Booth
- Being Human (1993) – Boris
- Benny & Joon (1993) – Randy Burch
- Searching for Bobby Fischer (1993) – Tunafish Father
- ER (1994-2009) – Dr. David Morgenstern
- Dead on Sight (1994) – Steven Meeker
- Murder in the First (1995) – openbaar aanklager D.A. William McNeil
- Evolver (1995) – Evolver (stem)
- Mr. Holland's Opus (1995) – Gene Wolters
- Fargo (1996) – Jerry Lundegaard
- Andersonville (1996) – Col Chandler
- Down Periscope (1996) – Commander Carl Knox (USS Orlando)
- Ghosts of Mississippi (1996) – Charlie Crisco
- Air Force One (1997) – Major Caldwell
- Boogie Nights (1997) – Little Bill
- Wag the Dog (1997) – CIA Agent Charles Young
- Pleasantville (1998) – George Parker
- Psycho (1998) – Milton Arbogast
- A Civil Action (1998) – James Gordon
- The Con (1998) – Bobby Sommerdinger
- Happy, Texas (1999) – Sheriff Chappy Dent
- Mystery Men (1999) – The Shoveller
- Magnolia (1999) – Quiz Kid Donnie Smith
- State and Main (2000) – Walt Price
- Panic (2000) – Alex
- Jurassic Park III (2001) – Paul Kirby
- Focus (2001) – Lawrence 'Larry' Newman
- Door to Door (2002) – Bill Porter
- The Cooler (2003) – Bernie Lootz
- Seabiscuit (2003) – Tick Tock McGlaughlin
- Cellular (2004) – Mooney
- In Enemy Hands (2004) - Chief of Boat Nathan Travers
- Spartan (2004) – Stoddard
- The Wool Cap (2005) – Gigot
- Sahara (2005) – Admiral James Sandecker
- Edmond (2005) – Edmond Burke
- Thank You for Smoking (2005) – Senator Ortolan K. Finisterre
- The Magic Roundabout (2006) – Brian the snail
- Nightmares and Dreamscapes – Sam, Umney
- Bobby (2006) – Paul
- Everyone's Hero (2006) – Lefty (stem)
- Ed, Edd n Eddy (2006) (stem)
- Curious George (2006) – Verteller
- Inland Empire (2006) – Announcer
- Wild Hogs (2007) – Dudley Frank
- He Was a Quiet Man (2007) – Gene Shelby
- The Tale of Despereaux (2008) (stem)
- The Maiden Heist (2009)
- Shorts (2009)
- Marmaduke (2010)
- Dirty Girl (2010)
- Shameless (2011-heden)
- The Lincoln Lawyer (2011)
- The Sessions (2012)
- The Wind Rises (2013) (stem)
- Room (2015)
- Blood Father (2016)
- Maybe I Do (2023)
- Kingdom of the Planet of the Apes (2024)